# Mont Roucous (eau minérale)
Mont Roucous est une marque française d'eau minérale naturelle très faiblement minéralisée et captée dans une source à 1 000 mètres d'altitude, sur le territoire de Lacaune (Tarn).
Elle fut découverte en 1973 et commercialisée à partir de 1977.
La Société des Eaux de Mont Roucous a été créée en 1977, rachetée en 2001 par la société Danone, puis cédée à Jean-Claude Lacaze (ex-cadre de cette entreprise) en 2007 ,. C'est aujourd'hui, une société indépendante et familiale[réf. nécessaire].   

## Composition analytique
| Éléments              | Teneurs en mg/l |
| --------------------- | --------------- |
| Résidu à sec (à 180°) | 22              |
| Calcium (Ca2+)        | 2,9             |
| Magnésium (Mg2+)      | 0,5             |
| Sodium (Na+)          | 3               |
| Sulfates (SO42−)      | 3               |
| Nitrates (NO3−)       | 2               |
| Fluorures (F−)        | <0.1            |

Par sa composition très faiblement minéralisée et pauvre en sodium, Mont Roucous convient à l’alimentation des nourrissons selon l'Annexe II de l'arrêté du 28 décembre 2010. 
Le pH (6) de Mont Roucous est légèrement acide. 

### Contamination
Cette eau a été recensée dans la liste des eaux contenant des traces de pesticides et de médicaments (du Tamoxifène pour Mont Roucous), publiée par l'association 60 millions de consommateurs en 2013. La société productrice a alors diligenté une contre-expertise auprès d'un laboratoire spécialisé dans les micro-traces, le CNRS de Bordeaux, et démenti cette analyse de l'association. 

## Production et distribution
En 2015, 115 millions de litres d'eau ont été produits dans l'usine.
Mont Roucous est commercialisée dans des bouteilles en PET, dans les réseaux de grande distribution en France.